# Ilford
Ilford – dzielnica Londynu położona w gminie London Borough of Redbridge, w północno-wschodniej części miasta, ok. 14 km na wschód od Charing Cross. W 1961 roku populacja miasta wynosiła 178 000 mieszkańców. W Ilford istnieje liczna diaspora żydowska, oceniana na 20 000 osób, jak również ponad dziesięciotysięczna społeczność hinduska. Jest jednym z dużych centrów miejskich. Dla odróżnienia od sąsiedniego Ilford w gminie London Borough of Newham w przeszłości na określenie miasta używano nazwy Great Ilford.

## Historia
Nazwa po raz pierwszy pojawia się w Domesday Book z 1086 roku pod nazwą Ileford oznaczającą „bród nad rzeką Hyle”. Należący do hrabstwa Essex był wsią, w 1653 roku liczącą 50 domów, a w 1801 roku – 1724 mieszkańców. W 1894 roku Ilford stał się miastem, a w roku 1926 stworzono gminę miejską (ang. Municipal Borough of Ilford); później wielokrotnie miasto próbowało uniezależnić się od hrabstwa Essex. W 1965 Ilford stał się częścią Wielkiego Londynu. W roku 1879 powstały tu zakłady produkcji filmów fotograficznych Ilford Photo.